# История на Русе
Историята на Русе като селище датира от две хилядолетия. Селището на Русе е основано по времето на римския император Веспасиан през периода 69 – 79 г. от н.е. като крепост, наречена Сексагинта Приста. Името ѝ означава „пристанище на 60-те кораба“.

## Античност
Сексагинта Приста (на латински Sexaginta Prista) е военно средище и флотска станция, част от дунавския лимес. Крепостта е разположена на главния път от Сингидунум (днешен Белград) до делтата на Дунава и същевременно е гарнизонен стан на кохорта с възможност за настаняване и на други военни единици.
Римската крепост е срината при нападенията на авари и славяни през VI век.

## Средновековие
След сриването на Сексагинта Приста и на целия дунавски лимес под натиска на авари и славяни през VI век, като основно укрепление и градски център се издига съседния Червен. През средновековието земята на Русе е под юрисдикцията на средновековната българска Червенска епархия на Търновската патриаршия.
По време на Първото и Второто българско царство на мястото на Русе на дунавския бряг, близо до руините на антична Сексагинта Приста, съществува укрепено българско селище с името Руси. То постепенно се утвърждава като значимо средище и порта за търговия с отвъддунавските български земи на Мунтения. Заедно с отсрещната крепост Гюргево през XIV век, Руси се утвърждава като част от втората най-важна укрепителна двойка крабрежни крепости в долнодунавската низина, след Никопол–Холъвник. Руси е превзет от османските турци през 1388 г.

## Османско владичество
Първото сведение за османско Руси се намира в хрониката на Ваврен. След превземането на Тутраканската и Гюргевската крепост през 1445 г. влашкият войвода Влад Дракул заявил на Валериан дьо Ваврен, че „по пътя за Никопол на българския бряг имало един кастел, наречен Русико“. През XV век Русико е все още малък кастел, а османският гарнизон му е малоброен – през 1479/80 г. се числели 11 постоянни бранители към „крепостта Йергьоги на отсамния бряг“. Селището на Русе извън крепостта е наречено в хрониката на Ваврен „село“, но според регистъра от 1479/80 г. той е вече градски тип селище с население от 239 български домакинства и още 4 мюсюлмански. Влашкият войвода Влад Цепеш се хвали в писмо до унгарския крал Матияш Корвин, писано в Гюргево на 11 февруари 1462 г., че в „Гюргево от двете страни“ са избити 6414 души и че е превзел крепостта на отсрещната страна на Дунава, т.е. Русико, и нейният субашия е убит.
Изгорялата през 1445 г. и пострадала при нападението на Влад Цепеш крепост Русико е поправена по нареждане на султан Мехмед II, което се установява от османотурски надпис върху мраморна плоча, която някога била вградена вероятно над портата на Русенската крепост.
Името Русчук се споменава за пръв път през 1503 г. в мирния договор между Кралство Унгария и Османската империя. Градът в началото на XVI век вече наброява 6000 дървени къщи, и има построени 9 джамии и 2 бани. По време на Първото търновско въстание, и в резултат от похода от 1596 – 1598 г. на влашкия войвода Михай Витязул Храбри, вече проспериращия Русчук е опожарен и съсипан.
Съвременният просперитет на Русчук започва в началото на XVIII век и в частност след 1714/18 години, когато главен влашки град става Букурещ, наместо старопрестолнината Търговище. След мирът от Пожаревац Олтения до Белградския мир става част от Свещената Римска империя и единствената османска свръзка с Мунтения и Букурещ минава през Русе. В края на XVIII столетие Русчук е превърнат в основна крепост, част от укрепения четириъгълник Русчук – Шумен – Варна – Силистра, предвид вече честите руско-турски войни.
Градът наброява до 20 000 души според хроники от 1793 г. През 1810 г. в околностите на града се провеждат сражения от Руско-турската война 1806 – 1812 г.. На 22 юли 1810 г., след 10-дневно бомбардиране, е предприет щурм на града, който е отбит, струвайки на руската армия огромни загуби. Обаче последвалия опит на османците да деблокират Русчук завършва на 26 август с поражение за тях в сражението при Батин, след което руските отряди завземат Свищов, Бяла, Търново и Оршова. На 15 септември се предава и Русчук с Гюргево.
През Кримската война на 25 юни (7 юли нов стил) войските на Омер паша съсредоточени при Русчук (над 30 хил.) форсират Дунава и след бой с малочисления руски отряд, упорито отбраняващ остров Рамадан на Дунав, овладяват Гюргево, със загуби до 5 хил. души.
Русчук израства като един от най-големите дунавски балкански градове и след Кримската война е избран за административно средище на Дунавския вилает на Османската империя (от 1864 г. до 1877 г.), който вилает се простира от Варна и Тулча до София и Ниш. От това време датира водоснабдяването на Русчук, първата съвременна печатница в българските земи (1864), първата телеграфна линия в България между Варна и Русчук (1866), минаваща през Шумен и първата железопътна линия Русчук – Варна (1867) в Османската империя.
Още по османско време започва усилената индустриализация на Русе, заради удобните параходни връзки с Централна Европа по река Дунав – издигнати са Корабостроителницата, Барутната фабрика – една от най-големите на Балканите, железопътно-ремонтното предприятие – Тракцията, обслужващо първата жп линия Русчук – Варна, Вилаетската печатница, двете най-големи парни мелници в Османската империя и т.н.
В Русе са открити са консулства на Австро-Унгария (1849 г.), Русия, Великобритания, Италия и Прусия (1853 г.), Франция, Белгия, Холандия (1864 г.), Румъния, Испания и Гърция, което допринася за разширяването на търговско-икономическите връзки на града с чужбина. Австрийският вицеконсул и консул в Русе Емануел фон Рьослер (1848 – 1857) пише книгата Skizze von Bulgarien (1854). Русе се превръща в един от най-големите центрове на българското Възраждане и важно средище на българското националноосвободително движение. Русенският революционен комитет два пъти се определя за централен за вътрешността на страната. Освободителните борби в Русчук се свързват с имената на Баба Тонка, Никола Обретенов, Ангел Кънчев, Захари Стоянов, Георги Икономов, Иларион Драгостинов и др.

## Русе в Третата българска държава
Съвременната история на Русе започва на 20 февруари 1878 г., когато руските войски на генерал Едуард Тотлебен влизат в града и слагат край на османската власт. Като единствено официално име е установено паралелното на Русчук – новобългарско име на града – Русе.
По време на Освобождението на България, с опожаряването на Стара Загора, Русе е най-големият град в българските земи, като е и водещ български стопански и културен център понеже е най-голям град в Княжество България. Седалище е на българското Дунавско корабоплаване. Интензивното строителство променя архитектурния му облик и го доближава до средноевропейските градове. В периода 1878 – 1944 г. в Русе се създават 416 промишлени предприятия. За няколко десетилетия градът е входната врата на Европа към България. Неслучайно в този период Русе е пионер в редица нововъведения, ставайки още през 1878 г. първият град в България с градоустройствен план, изработен от руските военни инженери Ожио и Николай Копиткин. За първи път българските земи в Русе виждат бордюри, тротоари и улични газови (с керосин) фенери. През 1899 г. главните улици на града са павирани със закупени от Франция павета от санрафаеловите кариери. През 1879 г. в Русе се създава Дунавската флотилия и първото земеделско училище „Образцов чифлик“, днес – Институт по земеделие и семезнание „Образцов чифлик“.
След отстъпването на Южна Добруджа на Румъния през 1913 г., значението на Русе намалява, но въпреки това градът запазва стария си изящен архитектурен облик.
Тласък в развитието на града става построяването на Дунав мост през 1954 г. и бързата индустриализация. В Русе се развиват машиностроенето, химическата и леката промишленост. Изградено е голямо пристанище. Завършен е ТЕЦ Русе. Градът става университетски център. Построяват се сгради на Операта, Дом на културата, Централна железопътна гара. Русе е първият български град в който се гледа телевизия – Румънската първа програма TVR1 от 1956 г. След старта на БНТ от Русе се предава телевизионен сигнал за цялата влашка низина, а през 1987 г. е открита Телевизионна кула Русе от която Букурещ и по-голямата част от Румъния се информира за събитията в хода на румънската революция. През 1985 г. градът е най-многочислен в своята вековна история – 185 хил. жители.
След десетоноемврийския пленум цялостната икономическа криза в България обаче се отразява и върху развитието на Русе. Повечето големи предприятия в града западат, а безработицата се увеличава. Това води до изселнически вълни. През XXI век градът постепенно започва да възвръща някои от предишните си водещи позиции, но като цяло упадъчната тенденция в развитието му се запазва.